# Cyanotyp
Cyanotyp (från klassisk grekiska: κυάνεος, kyáneos 'mörkblå' och τύπος, týpos 'märke, intryck, typ') är en långsamreagerande fotografisk process, känslig för ett begränsat nära ultraviolett och blått ljusspektrum i intervallet 300 nm till 400 nm, känd som UVA-strålning. Den producerar en monokrom, blåfärgad bild på en rad material, som ofta används för konst, och för reprografi i form av ritningar.